# Sint Maarten Premier League
Sint Maarten Premier League, tidigare känd som Sint Maarten Senior League, är högstaligan i fotboll i Sint Maarten, den första säsongen sparkade igång 1975.

## Mästare
- 1975–1976 — PSV
- 1977–2000 — Okänt
- 2001 — Sporting Club
- 2002 — Victory Boys
- 2003–2004 — Okänt
- 2005 — C&D Connection
- 2005–2006 — C&D Connection
- 2006–2007 — D&P Connection
- 2008–2010 — Okänt
- 2011–2014 — Ej spelad
- 2015 — Flames United
- 2016–2017 — Reggae Lions
- 2017–2018 — Ej spelad
- 2018–2019 — C&D Connection
- 2019–2020 — Avbruten
- 2020–2021 — Flames United
- 2021–2022 — SCSA Eagles
- 2022–2023 — SCSA Eagles
- 2023–2024 —